# Angat
Angat is een gemeente in de Filipijnse provincie Bulacan op het eiland Luzon. Bij de laatste census in 2007 had de gemeente ruim 53 duizend inwoners.

## Geografie

### Bestuurlijke indeling
Angat is onderverdeeld in de volgende 16 barangays:
| - Banaban - Baybay - Binagbag - Donacion - Encanto - Laog - Marungko - Niugan | - Paltok - Pulong Yantok - San Roque - Santa Cruz - Santa Lucia - Santo Cristo - Sulucan - Taboc |

## Demografie
Angat had bij de census van 2007 een inwoneraantal van 53.117 mensen. Dit zijn 7.084 mensen (15,4%) meer dan bij de vorige census van 2000. De gemiddelde jaarlijkse groei komt daarmee uit op 1,99%, hetgeen lager is dan het landelijk jaarlijks gemiddelde over deze periode (2,04%). Vergeleken met de census van 1995 is het aantal mensen met 14.080 (36,1%) toegenomen.

De bevolkingsdichtheid van Angat was ten tijde van de laatste census, met 53.117 inwoners op 74 km², 527,5 mensen per km².

## Geboren in Angat
- Felipe Cruz (24 maart 1919), ondernemer (overleden 2013).